# Порыв ветра (фильм, 2004)
«Порыв ветра» (кор. 내 여자친구를 소개합니다) — южнокорейская романтическая комедия режиссёра Квак Чэ Ёна. Премьера состоялась 3 июня 2004 года. Корейское название — «Познакомьтесь с моей девушкой» (Нэ ёджачингурыль согэхамнида). Английское название — «Виндстрак» (англ. Windstruck), буквально: «Ударенная(нный) ветром». На русском языке также известен как «Возвращайся ко мне ветром». Фильм занял восьмое место по кассовым сборам в Южной Корее в 2004 году.

## Сюжет
Фильм, созданный в жанре комедийно-драматической фантастической мелодрамы с элементами боевика, рассказывает историю Ё Гён Джин (Джианна Чон), молодой сотрудницы полиции. Историю её знакомства с Ко Мён У (Чан Хёк), учителем физики, его последующей гибели и, наконец, их прощальной встречи перед тем, как его дух должен покинуть Землю.
Первые кадры фильма показывают виды ночного города с высоты птичьего полёта под песню Боба Дилана «Стучусь в небесную дверь» в исполнении Ю Ми. Потом мы видим стоящую на краю крыши небоскрёба Ё Гён Джин. Она закрывает глаза, камера делает плавный разворот, и мы видим в замедленной съёмке, как она падает. За кадром звучит голос Мён У: «Её зовут Ё Гён Джин. Странное чувство появляется у меня внутри, даже когда я просто произношу её имя». Он говорит, что всегда мечтал отправиться в путь с девушкой, которую любит. И они действительно поехали в путешествие. «Но, к сожалению, моя судьба... Впрочем, не буду забегать вперёд, начну с того как мы познакомились». События возвращаются в прошлое. Под женские крики «Он выхватил сумку!» Мён У бежит по улице. Из косметического магазина в штанах с надписью «Italia» выходит Гён Джин. Её лицо обдувает порыв ветра. Мён У пробегает мимо неё. Кричавшая женщина падает. Гён Джин смотрит на неё, снимает с ноги туфлю и бросает Мён У вслед. Но промахивается и попадает в случайного прохожего. Тогда она бросается за Мён У в погоню, не забыв при этом подобрать туфлю и извиниться перед пострадавшим. «Эй, ты!» — кричит она, Мён У на бегу оборачивается. «Это не я, почему вы меня преследуете? Настоящий вор уходит». Гён Джин прыгает и сбивает Мён У с ног. Достает из своей сумки шампунь и мажет ему лицо и глаза. «Я ничего не вижу!» — стонет Мён У. Закрутив с помощью расчески ему руки, Ё ведёт Мён У в полицейский участок. Говорит уже находящейся там женщине: «Вот ваш вор, я поймала его на месте преступления». Мён У заявляет что может нарисовать портрет настоящего преступника. Что он и делает, а потом, по очереди рисует всех находящихся в полицейском участке, кроме Гён Джин. Некоторое время спустя он находит украденную сумку, но, только он её подбирает, как снова оказывается пойманным Гён Джин. На его счастье к тому времени настоящий вор уже пойман, благодаря сотовому телефону, и во-второй раз препроводившей его в полицию Гён Джин не остаётся ничего иного как швырнув сумку удалиться. Но теперь Мён У в ярости. «Эй! Ты могла хотя бы извиниться!» — кричит он ей вслед. Она оборачивается и заявляет: «Слова „извини“ нет в моём словаре. Я скажу его если только ты сменишь своё имя и тебя будут так звать: Извини!».
Мён У приходит в полицейский участок, чтобы принять участие в добровольном патрулировании квартала красных фонарей, но оказывается, что он опоздал и в напарники ему достается только что доставившая очередного задержанного Гён Джин. Перекусив за его счет, она затем разбирается в своем стиле с группой проходивших мимо, вызывающе себя ведущих, старшеклассников. В результате чего те оказываются на земле, а один из них от страха зовет папу. Потом она замечает, как на боковой улочке двое производят обмен наркотиков на деньги и, заявив Мён У, что если они последуют за продавцом, то сразу накроют всю банду, решает проследить за одним из них. Мён У говорит, что в таком случае он идет домой и тут же чувствует, как на его правом запястье защелкиваются наручники. Гён Джин приковала его к своей левой руке.
Делать нечего, Мён У вместе с Кён Джин крадётся за дилером, перелезает через стену и, ворвавшись через захлопнутую дверь, они натыкаются на две банды ведущие переговоры. «Всем не двигаться!» — кричит Кён Джин. Бандиты тут же достают оружие и наставляют друг на друга. «Ты предал нас!» — слышна русская речь. Одна из банд это «русская мафия», которую непонятно каким порывом ветра занесло в Корею. Открытая Кён Джин дверь внезапно громко захлопывается, и бандиты от резкого звука начинают стрелять друг в друга, быстро уменьшаясь в числе. Кён Джин им активно в этом помогает. «Мы должны взять главаря!» — решает Кён Джин. Оставшийся последним главарь пытается сбежать, ругаясь на русском языке. «Стоять!» — кричит по-корейски ему вслед Кён Джин. Главарь останавливается и поднимает руки, так как к тому времени уже прибыла полиция и деваться ему некуда. Тут снова появляется «дилер» и в ярости набрасывается на Кён Джин, так что той приходится применить болевой прием. Тогда, подвывая от боли, «дилер» заявляет что он «андэкавэ». «Что такое андэкавэ?» — интересуется Кён Джин. Подходит детектив Ким и сообщает, что «андэкавэ» это полицейский работающий под прикрытием.
Мён У и Кён Джин перелезают стену в обратном направлении, и тут выясняется, что Кён Джин потеряла ключ от наручников. Взявшись за руки, они возвращаются в участок, но и там ключа нет. К тому же оказывается, что отец побитого Кён Джин школьника большая шишка и почти бандит. Кён Джин ждут неприятности. Папаша не замедлил появиться вместе со своими людьми. Он начинает угрожать и хлестать Кён Джин по щекам. Мён У не может этого стерпеть, он выхватывает пистолет Кён Джин, заявляет что он матёрый преступник, и лишний труп ему уже повредить не может. К тому же он устал от этой жизни в которой богатым все сходит с рук. Он заставляет их извиниться и в страхе убежать прочь. Все ещё прикованные друг к другу, Мён У и Кён Джин по очереди моются и ложатся спать на соседние кровати, соединенные не только наручниками, но и своими перекрещенными мизинцами.
Кён Джин приходит в школу к Мён У, приносит ему обед и заявляет ученицам, что он её парень и «они уже спали вместе». Она также обращает внимание на написанные у двери стихи.
Мён У тащит принадлежности для ремонта в квартиру Кён Джин расположенную на последнем этаже. Там она рассказывает ему о том, что пошла в полицию из-за своей погибшей в автокатастрофе сестры-близнеца, которая была для неё черными клавишами пианино, а она сама белыми. С тех пор она играет только на белых клавишах. Они красят окна, наводят порядок, после этого Кён Джин готовит еду, а Мён У вырывает из её журнала страницу и, сделав из неё самолетик, пускает Кён Джин в спину.
Они встречаются в кафе и дарят друг другу одну и ту же книгу стихов Пи Чон Дыка, того автора чьи строчки Кён Джин прочла в классе Мён У. После дурачатся под дождем под песню Мориса Уильямса «Останься». Затем дрожат от холода перед камином.
Кён Джин преследует похитивших женщину преступников, не боясь стрелять им вслед. Мён У звонит ей в это время и решает помочь. Все кончается тем, что его самого едва не убивают, когда он кравшись за бандитами застревает между стенами, но все же он отвлек преступников и помешал им убить заложницу.
Кён Джин снова навещает его в школе. Когда Мён У кружит вокруг неё на только что купленной машине, она изображает что стреляет в него. Они решают вместе отправиться в поездку по стране. Во время неё они вдвоем выбегают на лужайку в горах и стоят, вдыхая ветер, раскинув руки. «Должно быть я был ветром в прошлой жизни,» — говорит Мён У. «Когда меня нет рядом считай что я в ветре». «Значит этот ветер это ты?» — спрашивает Кён Джин. " Мы — друзья! Если я умру то хочу стать ветром!" — с улыбкой заявляет он. Путешествие продолжается. Они останавливаются в доме в деревне и сидят вдвоем у печки. Кён Джин рассказывает Мён У почему люди соединяют свои мизинцы когда дают обещания. «Жила-была принцесса и была она такая умная и красивая, что принцы со всех стран сватались к ней. И, наконец, пятеро из них были выбраны для окончательного решения». Среди принцев можно заметить полицейского из участка, вора выхватившего сумку, агента «андэкавэ» а также великана огромного роста. Спрятав руку, принцесса загнула все пальцы кроме одного, и угадавший какой именно остался не загнутым и станет её мужем. А незагнутым остался мизинец. Принцесса идёт справа налево, и принцы по очереди поднимают пальцы. Большой. Не то. Указательный. Средний. Безымянный. Увидев что ошибся, стоящий предпоследним великан падает в обморок. Последний принц — это Мён У. Он поднимает мизинец. Вот и жених. Он и принцесса перекрещивают свои мизинцы.
Кён Джин остужает слушающего с мечтательной улыбкой Мён У. «Но принц должен был отправиться на войну. Он пообещал принцессе что вернётся. Прошло десять лет, а его всё нет. Наконец, он вернулся как бродяга, но оказалось что он погиб по пути домой и вернулся лишь его призрак, чтобы исполнить своё обещание. А призрак должен покинуть этот мир на 49 день после смерти. Наконец, принцесса нашла тело своего мужа и отравилась». «Вот почему люди соединяют мизинцы когда дают обещания».
«А ты бы умерла за меня как эта принцесса?» — спрашивает Мён У у Кён Джин. «Совсем что ли?! С чего это?»
С закрытыми глазами Мён У пытается поцеловать Кён Джин, но вместо этого целует подставленную ею ещё тлеющую ветку и обжигает губы. «Может, хоть сейчас извинишься?» — говорит он, дуя на горячую пищу. Но Кён Джин не собирается.
Они продолжают путешествие, разражается гроза, на дорогу слетают камни, и их машина падает в реку. Мён У теряет сознание. Кён Джин удаётся вытащить его на берег, но он не дышит. Она делает ему искусственное дыхание и непрямой массаж сердца, под конец просто начиная по нему стучать, крича: «Дыши!» И, закашлявшись, Мён У оживает. Под вечер Кён Джин дотаскивает его до дороги, и их подбирает грузовик с солдатами. «Почему ты спасла меня?» — спрашивает Мён У. «Не хочу умирать следом за тобой» — отвечает Кён Джин.
Они возвращаются к своей обычной жизни. Мён У учит, Кён Джин гоняется за преступниками. Во время погони за сбежавшим из тюрьмы Син Чан Су Мён У снова присоединяется к ней. Ударив Кён Джин ножом, Син пытается сбежать во мраке ночи. Кён Джин стреляет ему вслед. На той же улице в тени стоит Мён У. К погоне незаметно для Кён Джин присоединяется детектив Ким со своим напарником. Кён Джин и Ким одновременно стреляют в Сина, но пуля Кима попадает Мён У в сердце. Кён Джин думает, что это она убила его и пытается покончить с собой: застрелиться, отравиться и, наконец, кинуться с небоскрёба. Перед последним она кормит в кафе пристававших к ней сбежавших из дома ребят. Когда она прыгает вниз, собравшиеся на проходящем внизу концерте зрители выпускают в небо воздушные шары. И Кён Джин падает прямо на один из них, в форме раскрытой ладони, и остаётся жива. Затем она замечает летящий в небе бумажный самолёт. Подбирает его и, вернувшись домой, сравнивает с тем листом, что Мён У вырвал из её журнала. Это тот самый самолёт.
Занавески начинают колыхаться. В комнате дует ветер. «Мен У!» — кричит Кён Джин. «Неужели ты действительно стал ветром?! Я не могу в это поверить!» Звучит песня группы X Japan «Слёзы». Кён Джин делает из страницы журнала ветряк и обводит на календаре 31 октября. «Этот день 49 с твоей смерти. Тогда ты покинешь меня навсегда. Но перед этим я увижусь с тобой».
Кён Джин получает в напарники Кима, который так этим потрясён, что у него изо рта постоянно выпадают сигареты. И бесстрашно рискует своей жизнью, останавливая угнанную машину или освобождая заложницу. Подняв крышку пианино, она видит что все чёрные клавиши теперь выкрашены в белый цвет. Рядом лежит записка Мён У: "Я хочу чтобы ты играла на всех клавишах, я хочу чтобы ты была собой." И со слезами на глазах Кён Джин начинает играть...
Вместе с Кимом они вновь пытаются взять Сина. Кима ранят. Кён Джин бежит, стреляя, за Сином по подземной стоянке, слыша из прошлого все свои разговоры с Мён У. Ким убивает Сина, но Кён Джин тяжело ранят. Пока её везут в операционную, Ким пытается признаться, что это именно он убил Мён У. В коме Кён Джин видит сон о своей встрече с Мён У, который говорит ей, что она должна смириться с тем что он мёртв. У неё появляется желание бороться за жизнь, и операция проходит успешно.
Кён Джин приходит в себя в больнице в последний день октября. И видит за окном летающий бумажный самолёт. Схватившись за сердце, она бежит по улице следом за ним к себе домой и открывает окна. Снова дует ветер и крутятся сделанные ею ветряки. Ветер стихает и Мён У появляется. «Я вижу тебя, » — со слезами говорит Кён Джин. «Кто-то услышал мою просьбу, » — отвечает он. «Я рад в последний раз увидеться с тобой.» Комнату заливает светом. Мён У поворачивается чтобы уйти. «Не уходи!» — кричит Кён Джин. «Если ты уйдёшь, то я последую за тобой!». «Нет, твоё время ещё не пришло. Мы ещё увидимся, разве ты этого не чувствуешь? И тогда ты расскажешь мне о всех счастливых моментах твоей жизни. Я всегда рядом с тобой. И когда ты услышишь мой шёпот в голосе ветра, то ты встретишь человека чья душа такая же как моя.» «Извини!» — рыдая говорит ему вслед Кён Джин. Мён У оборачивается и с улыбкой отвечает: «Не надо так меня называть. Моё имя по-прежнему Мён У».
В полиции Кён Джин отдают книгу на которой написано её имя. Эту книгу забыл в кафе Мён У, когда в последний раз бежал ей на помощь. Кён Джин достаёт из неё вложенную фотографию на которой с одной стороны Мён У в школьные годы с руками в гипсе, а с другой она сама. Значит они всегда были рядом. Кён Джин слышит голос Мён У: «Помнишь, я тебе говорил про того чья душа такая же как моя? Ты встретишься с ним. Сегодня!»
«Кто принёс эту книгу?» — спрашивает Кён Джин. Она бежит по улице в поисках этого человека и оказывается на платформе метро, где её спасает от приближающегося поезда какой-то незнакомец. Кён Джин и он смотрят друг на друга. Звучит голос Мён У: «Познакомьтесь с моей девушкой. Её зовут Кён Джин. Ё Кён Джин. Она пролила из-за меня много слёз. В ней есть нечто особенное, то к чему никто не может прикоснуться».

## Роли исполняли
- Чон Джихён — Ё Гён Джин
- Чан Хёк — Ко Мён У
- Ча Тэ Хён — незнакомец на платформе
- И Ги У — четвёртый жених

## Критика. Ошибки. Дополнительные сведения
- В Корее фильму не удалось повторить успех предыдущей совместной работы Квак Чэ Ёна и Чон Джи Хён фильма «Моя своенравная девчонка». «Порыв ветра» собрал в два раза меньше зрителей. Всего было продано 2 199 359 билетов.
- Через два месяца после показа в кинотеатрах фильм был выпущен на DVD и VCD. Корейское двухдисковое издание содержит два аудиокомментария от режиссёра и исполнителей главных ролей, сюжеты о съёмках, репортаж с премьеры, музыкальные и рекламные ролики. В гонконгском издании имеется звук DTS. В Японии фильм выпускался на UMD дисках для PlayStationPortable. Кроме стран Азии «Порыв ветра» выходил также во Франции.
- Когда в больнице тело Мён У накрывают простынёй, можно заметить, что его веки подрагивают, что для мёртвого несколько необычно.
- В Корее фильм получил возрастной рейтинг для зрителей старше 15 лет, во время телетрансляций он был повышен до старше 19 лет.
- Рецензия-опрос веб-сайта Rotten Tomatoes показала, что 84 % аудитории, оценив на 4,1 балла из 5, дали положительный отзыв о фильме[2].
- Оригинальную музыку к фильму исполнил Пражский филармонический оркестр. Запись студия Баррандов (Чехия).
- В фильме много вставной рекламы тех компаний в рекламных роликах которых участвовала Чон Джи Хён. В частности её героиня носит футболку Giordano, ест йогурт Viyott и падает на воздушный шар с надписью Elastine.
- Четвёртый жених в рассказе Кён Джин - это ироническая отсылка к предыдущему фильму Квак Дже Ёна «Классика», в котором один из персонажей в исполнении того же И Ги У постоянно терял сознание.
- Фильм снимался осенью-зимой 2003-04 годов. В частности съёмки сцены прощания с Мён У происходили в январе 2004-го.
- В фильме множество отсылок к фильму «Моя своенравная девчонка» до такой степени, что он может считаться его очень вольной предысторией. В квартире Кён Джин стоит фотография из этого фильма (сцена с игрой на пианино). Главный герой носит имя сходное с именем героя предыдущего фильма (Мён У и Гён У). И особенно финальная встреча Кён Джин с незнакомцем на платформе (в исполнении того же Ча Тэ Хёна который исполнял роль Гён У в «Моей своенравной девчонке»).
- Фильм пользовался популярностью в Японии, где вышел в прокат 12 ноября 2004 года и собрал 17 773 061 доллар, до выхода фильма «Апрельский снег» став самым кассовым корейским фильмом в Японии.
- На корейских плакатах фильма написано: «미안해. 사랑해. 그리고 기억해…»(Мианхэ. Саранхэ. Кыриго киокхэ…) Что в переводе означает: «Прости. Люблю. И помню…».

## Саундтреки
1. Jae hwe eh theme [Reunion Theme]
2. Knockin' On Heaven’s Door (Orchestra Version)
3. Myung-woo eh soo nan [The Passion of Myung-woo]
4. Ot ba ggwuh ib gi [Changing Clothes](Stay Pizzicato Ver.)
5. Il ha ja [Let’s Begin!](Le Piccadilly) — Erik Satie
6. Cafe eh suh [At the Cafe]
7. Stay — Maurice Williams & Zodiacs
8. Off road [The Road Trip](Stay String Version)
9. Da sut bun jjae chung hon ja [The Fifth Suitor]
10. Sae ggi son ga rak eh jun sul [Legend of Joining Pinkies]
11. Gang mool sok eu ro [Into The River]
12. Guh gi uh di ya? [Where are you?]
13. BK Love — MC Sniper
14. Tears — X JAPAN
15. Ad balloon-geu eh son [An Ad-balloon-His Hand]
16. Jong ee bi haeng gi [Paperplane]
17. Jae hwe eh theme [Reunion Theme](Fast Version)